# Foulques de Serqueux
Foulques de Serqueux ou Foulques d'Aigremont, né vers 1050 et mort vers 1126, est le premier seigneur d'Aigremont et de Serqueux connu.

## Biographie
Il est le premier seigneur d'Aigremont et de Serqueux connu et donc la tige de la Maison d'Aigremont, mais aussi des maisons de Choiseul et de Nully.
À sa mort, il est probablement inhumé au prieuré de Serqueux.

## Mariage et enfants
Il épouse en premières noces Eve de Reynel, fille d'Aubry de Reynel, comte de Reynel, de qui il a un ou deux enfant(s). Veuf, il épouse en secondes noces Saruc de Grancey, veuve de Tescelin, seigneur de Fontaine-lès-Dijon et grand-père de Bernard de Clairvaux, dont il a quatre ou cinq enfants :
- De (1) : Olry d'Aigremont (mort avant 1136), qui succède à son père.
- De (1) ou (2) : Vilain d'Aigremont (mort le 3 août 1136), qui est prêtre à Langres en 1084, archidiacre de Langres en 1099, puis évêque de Langres en 1125.
- De (2) : Gui d'Aigremont (mort après 1140), seigneur de Serqueux. Il épouse Hesceline de Joinville, fille de Hilduin de Joinville, seigneur de Nully), dont il a un fils : Guerry (père de Gauthier de Nully. Tige de la deuxième maison des seigneurs de Nully.
- De (2) : Helduin d'Aigremont, père d'Aubry d'Amance (mère inconnue).
- De (2) : Aimon d'Aigremont, père d'Ebles (mère inconnue).
- De (2) : Geoffroy d'Aigremont (mort en 1097), qui a combattu au siège de Nicée en 1097 pendant la première croisade et y est décédé.

## Sources
- Marie Henry d'Arbois de Jubainville, Histoire des Ducs et Comtes de Champagne, 1865.
- Théodore Pistollet de Saint-Ferjeux, Recherches historiques et statistiques sur les principales communes de l'arrondissement de Langres, 1836.
- Émile Jolibois, La Haute-Marne ancienne et moderne, 1858.
- L'abbé Roussel, Le diocèse de Langres : histoire et statistique, 1875.
- Henri de Faget de Casteljau, Recherches sur la Maison de Choiseul, 1970.